# Aérodrome d'Inis Oírr
Pour les articles homonymes, voir INQ.
L'aérodrome d'Inis Oírr/Inisheer (code IATA : INQ • code OACI : EIIR) est situé sur l'île de Inis Oírr/Inisheer (en irlandais : Inis Oírr), l'une des Îles d'Aran , dans la baie de Galway au large de la côte du comté de Galway, en Irlande. Cet aérodrome est agréé par les Services Aéronautiques du Ministère de l' Irish Aviation Authority.

## Situation
| Connemara Cork Donégal Dublin Inis Meáin Inis Mór Inis Oírr Kerry Knock Shannon Waterford |

## Compagnies aériennes et destinations
| Compagnies        | Destinations                                        |
| ----------------- | --------------------------------------------------- |
| Aer Arann Islands | Connemara, Inis Meáin/Inishmaan, Inis Mór/Inishmore |